# Beszédes József híd
A Beszédes József híd Dunaföldvárnál köti össze a Dunántúlt az Alfölddel. A köznyelv hívja még dunaföldvári vagy egyszerűen földvári hídnak is. Az 1560,56 folyamkilométernél található, a hídnyílás magassága 8,85 méter, a hajózható hídnyílás szélessége 74 méter. Történeti jelentősége, hogy ez volt Magyarországon Budapesttől délre az első állandó Duna-híd.
A hídon a Kecskemét és Dunaföldvár között húzódó 52-es főut halad végig, összekötve a Duna jobb partján futó 6-os főutat a bal parti 51-es főúttal, ezáltal jelentős csomóponttá téve Dunaföldvárt. 1940-2000 között vasúti átkelőként is funkcionált.

## Története

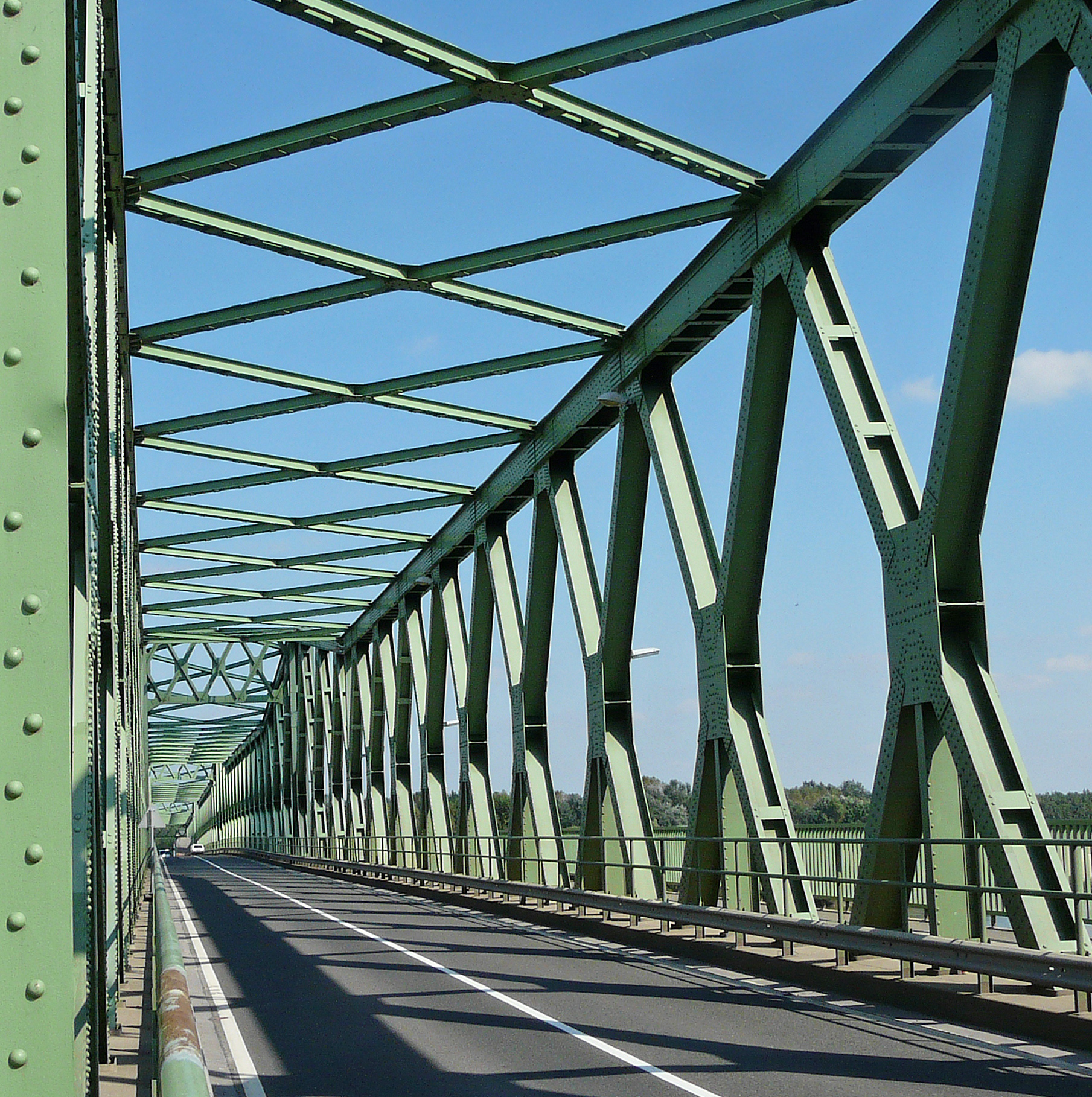
A híd 2010-ben

A híd 1928–1930 között épült. Tervezője a nyilvános pályázat nyertese, Kossalka János műegyetemi tanár, építésvezetője a helyszínen Kováts Alajos kir. mérnök volt. A hidat 1930. november 23-án avatták fel. Az eredetileg csak közúti forgalomra tervezett acélrácsos híd a Dunaföldvár–Solt-vasútvonal megépítésével 1940-től vasúti forgalmat is lebonyolított.
1944. november 14-én a visszavonuló német csapatok felrobbantották. A háború utáni újjáépítés (1950-1951 között) irányítója Faber Gusztáv volt, aki egyetemi évei alatt Kossalka professzor tanszékén dolgozott. Egyes vélemények szerint az első építkezést is ő irányította.
A hidat az 1980-as években átfestették, síncserét is végeztek, majd 2000–2001-ben teljesen átépítették. Ekkor szűnt meg rajta a vasúti közlekedés. A vasúti pályát felszedték, az úttest aszfaltburkolatot kapott, az északi oldalon gyalogos járda készült. Az építkezés során másfél ezer tonna acélszerkezetet használtak fel, a beruházás összesen 3,8 milliárd forintba került. A megújult híd hossza 492 m, szélessége 13,2 m.
Nevét a reformkori vízszabályozásokat irányító Beszédes Józsefről kapta, aki Dunaföldváron hunyt el és a helyi temetőben nyugszik.

## Képgaléria

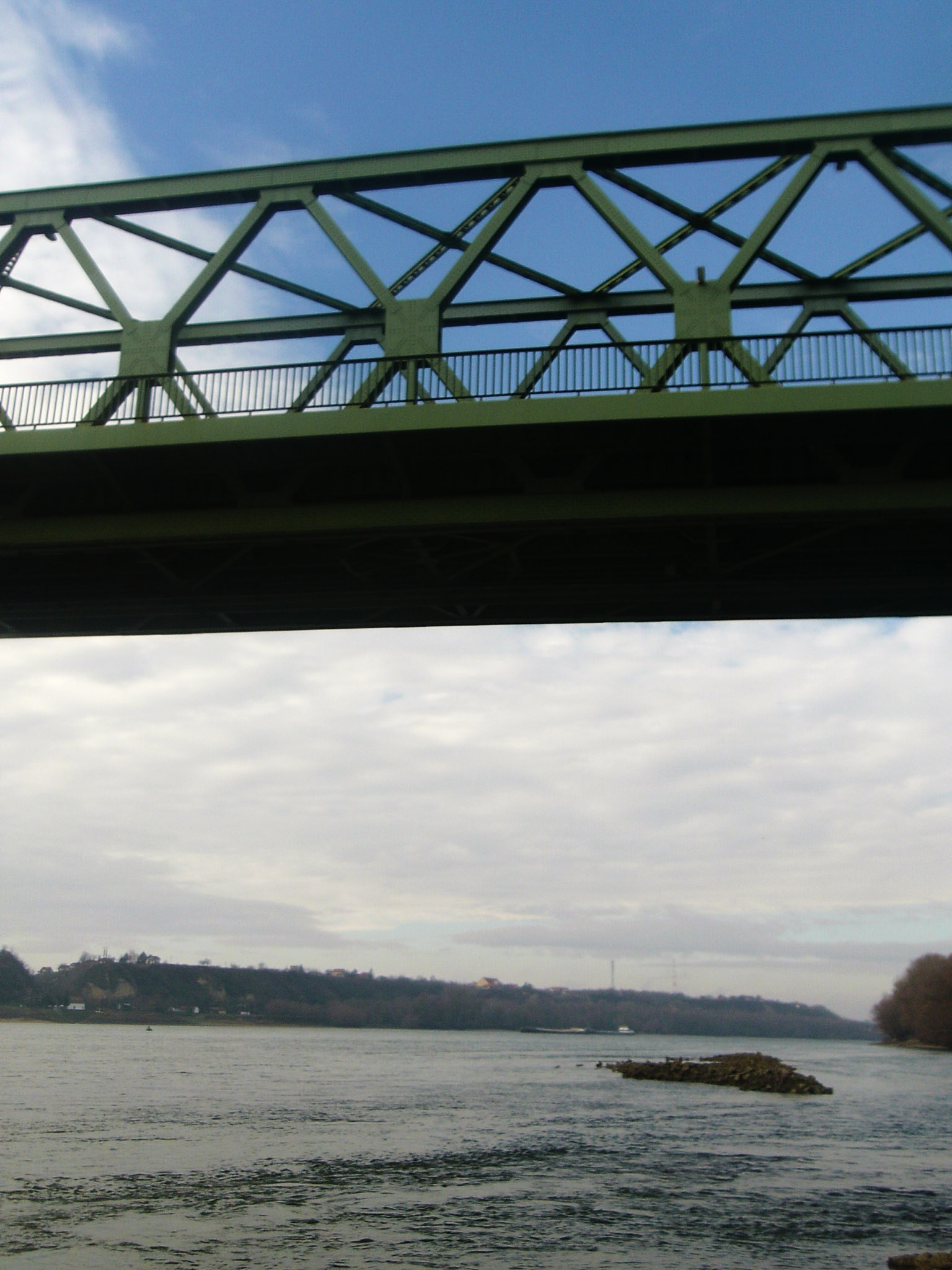
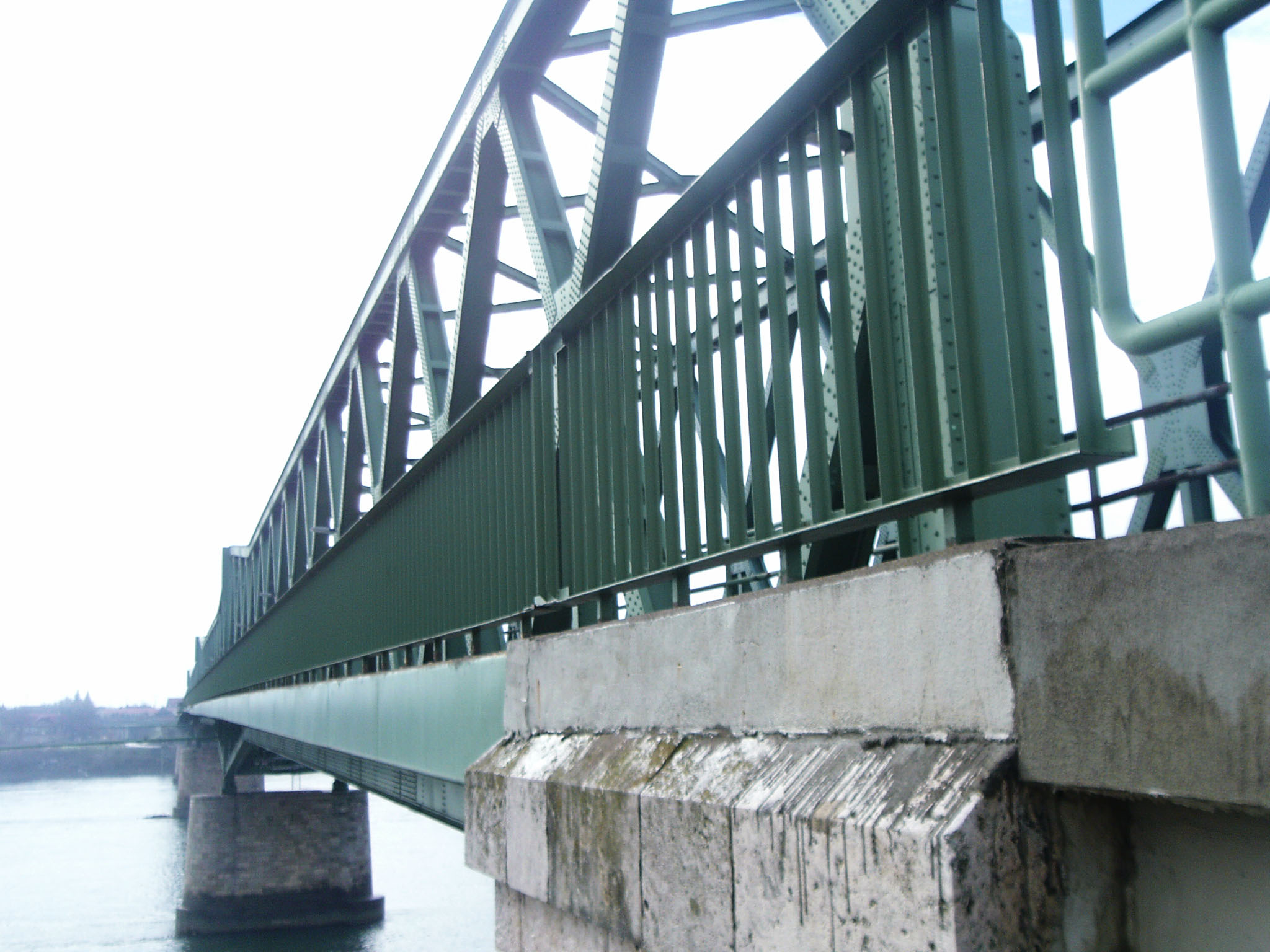
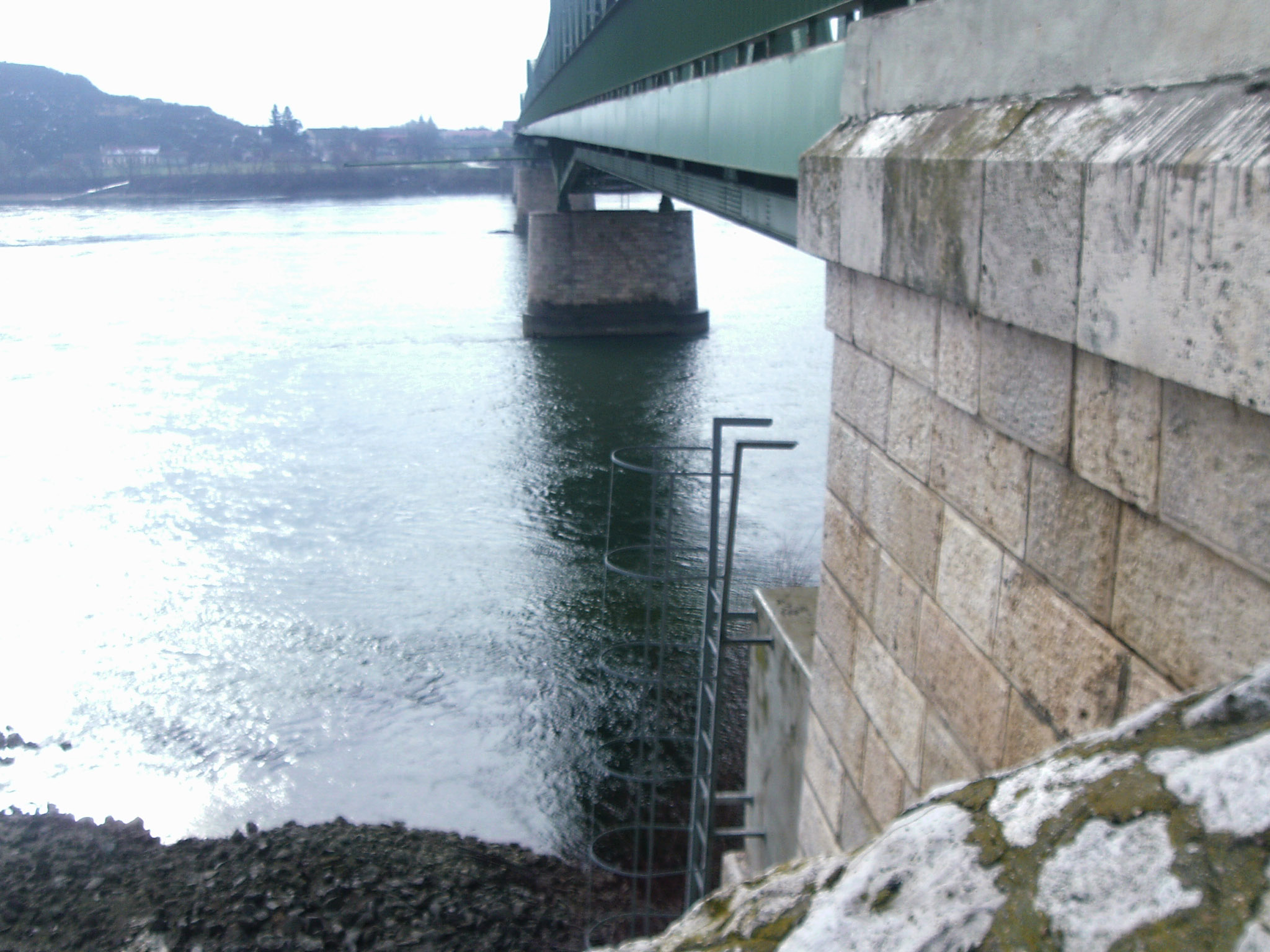
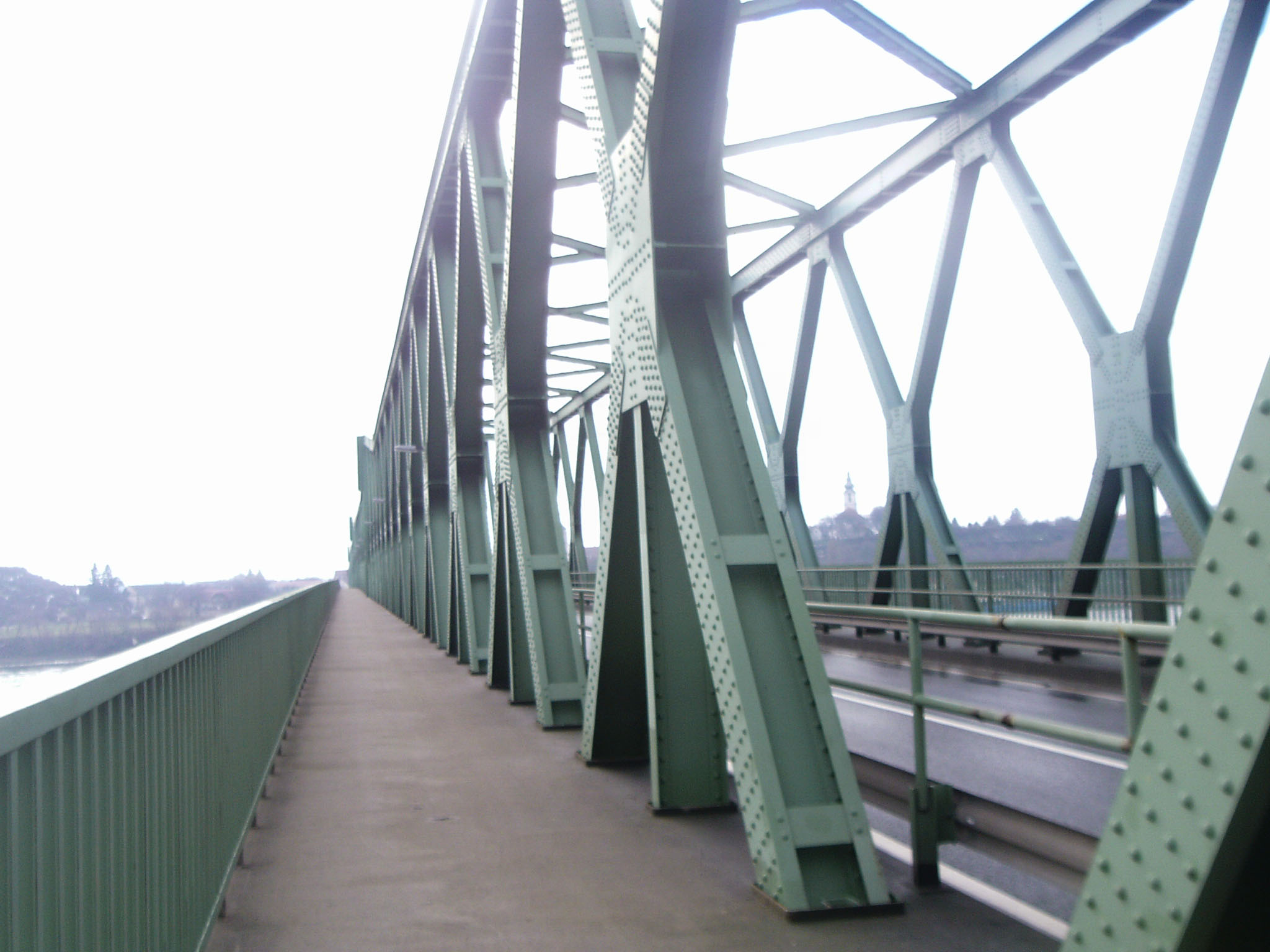